# Likovna umetnost

## Kaj je likovna umetnost?
Likovna umetnost predstavlja umetnostni razvoj, obuja spomine na
umetnine (analizira dela gleda na čas, način...). Likovna umetnost je tudi skupno ime za arhitekturo, slikarstvo, kiparstvo, grafiko, risbo, oblikovanje itd.

## Umetnost klasičnega obdobja
V umetniškem razvoju posameznih kultur je skoraj vselej mogoče ugotoviti daljše ali krajše obdobje, ki mu po navadi pravimo klasično obdobje. To je vrh, največkrat bleščeč vrh oblikovne popolnosti in duhovne dognanosti. Pomeni notranjo in ubrano skladnost med ustvarjenimi oblikami in posebnimi izraznimi vrednostmi, ki jih doseže posamezna kultura. 
Klasično obdobje grške umetnosti je vrednotilo usklajenost in pravšnje razmerje med posameznimi sestavinami. Skladnost] so skušali izraziti tudi z matematičnimi pravili, ki naj bi povedala, kaj so idealna razmerja. Menili so, da je skladnost dosežena zlasti takrat, kadar se uravnovesita dve, med seboj sicer različni vrednosti, kar je veljalo tudi za pesništvo, politiko in vsakdanjik. To je klasični ideal lepote, ki ga prepoznamo predvsem v kiparskih delih med približno 470 leti pred našim štetjem in smrtjo Aleksandra Velikega (323 pr. n. št.).
Umetnost klasičnega obdobja, kjer začnejo poudarjati skladnost, razvijejo se tudi razmerja- zlati rez-(>>je najpopolnejši rez v naravi, popoln za človeško oko, je harmonija med linearno, nedosegljivo natančnostjo in nepravilno, nenatančno nepopolnostjo, uporabljali so ga arhitekti in zlasti kiparji<<) , prava skladnost je dosežena, če sta v razmerju dve različni vrednoti.